# Maksymowicze
Maksymowicze (ukr. Максимовичі) – wieś na Ukrainie w rejonie wyszogrodzkim obwodu kijowskiego.